# Argyreia coonoorensis
Argyreia coonoorensis är en vindeväxtart som beskrevs av W. W. Smith och Ramos. Argyreia coonoorensis ingår i släktet Argyreia och familjen vindeväxter. Inga underarter finns listade i Catalogue of Life.